# Marta González
Martina Agustina González (Buenos Aires; 28 de noviembre de 1944), más conocida como Marta González, es una actriz argentina con una extensa carrera artística en teatro, cine y televisión.

## Vida privada
Estuvo casada por muchos años con el exfutbolista y técnico del Club Almagro, Osvaldo “Chiche” Sosa. En los años 1960 mantuvo un noviazgo con el cantante y actor Palito Ortega.

## Teatro
Participó como intérprete en las siguientes obras de teatro:
- Madre hay una sola, dos sería demasiado (2022, 2023, 2024). Junto a Nancy Anka.
- Princesas, 50 años despues (2022)
- Mentiras inteligentes (2020-2021)
- El show de los cuernos (2019)
- El show de la menopausia (2017)
- Intimidad indecente (2016). Junto a Arnaldo André.
- La celebracion (2015)
- Monólogos de la vagina (2014)
- Miércoles de teatro (2006)
- Edelweiss (2006). Junto a Ethel Rojo, Haydeé Padilla y Perla Santalla.
- Mayo
- Las chicas del calendario (2011). Junto a María Valenzuela, Dora Baret, María Rosa Fugazot, Norma Pons, Graciela Cohen y Nani Ardanaz.
- El rey cuervo, un musical infantil
- Nosotras que nos queremos tanto (2009). Junto a Norma Pons, María Rosa Fugazot y Victoria Carreras.
- Encantadas de conocernos (2009)
- Eva Duarte, el musical
- El gran deschave (1983)
- Tengamos el sexo en paz (2004). Junto a Dorys del Valle y Alicia Aller (luego Silvia Montanari).
- Y la fama es una herida absurda (1979)
- Flores de acero. Junto a Cristina Alberó, Dorys del Valle, Carolina Papaleo, Irma Roy y Luciana Ulrich.
- Brujas (2007). Junto a Susana Campos, Nora Cárpena, Dorys del Valle y Silvia Montanari.
- Acaloradas (2007)
- La casa de Bernarda Alba (1992). Junto a Alicia Berdaxagar, Lita Soriano, Amanda Beitía, Rita Terranova, Susana Ortiz, etc.
- La empresa perdona un momento de locura (2000). Junto a Rodolfo Ranni.
- Pobres angelitas (1994)
- Jardín de otoño (1990). Junto a Susana Campos y Edgardo Nieva.
- Discepolín (1988)
- Ladrones a domicilio (1987)
- El invitado (1986)
- Hay que apagar el fuego (1986)
- Taxi (1985)
- El bromista (1981)
- Una noche a la italiana (1979)
- Diferentes! (1974)
- Patate (1973)
- Aplausos (1972)
- Acelgas con champagne (1970)
- Gatita querida (1968)
- Un muchacho llamado Daniel (1961)
- El carnaval del diablo (1950)

## Filmografía
Participó como intérprete en los siguientes filmes:
Actriz
- Omisión (2013)
- Ciudad invisible (2008)
- ¿Quién es Alejandro Chomski?  (2002) .... Ella misma
- Solo y conmigo (2000)
- El desvío (1998) .... Lidia
- El amante de las películas mudas (1994)
- Isla se alquila por hora (1989)
- Vivir a los 17 (1986) .... Madre de Andrea
- La búsqueda (1985) .... Sra. Beltrán
- Los chicos de la guerra (1984) .... Madre de Pablo
- Un idilio de estación (1978)
- Los médicos (1978)
- El soltero (1977)
- La guerra del cerdo (1975) .... Nélida
- El Pibe Cabeza (1975) .... Julieta Dunne
- Boquitas pintadas (1974) …Nené
- José María y María José (Una pareja de hoy)  (1973)
- La gorda (1966)
- Santiago querido!  (1965)
- El Club del Clan (1964)
- Las modelos (1963) (sin acreditar)
- Mi Buenos Aires querido (1961) (sin acreditar) …Niña
- He nacido en Buenos Aires (1959) (sin acreditar)
- Catita es una dama (1956) (sin acreditar)
- Alejandra (1956) (sin acreditar)
- La pícara soñadora (1956) (sin acreditar)
- Marianela (1955) (sin acreditar)
- El amor nunca muere (1955) (sin acreditar)
- Mercado de abasto (1955) (sin acreditar)
- Mujeres casadas (1954)
- La edad del amor (1954) (sin acreditar)
- Sucedió en Buenos Aires (1954) (sin acreditar)
- ¡Qué hermanita!  (1951)
- La cuna vacía (1949) (sin acreditar)

## Televisión
- Juventud acumulada .... Invitada (1 episodio, 2017)
- Casi ángeles .... Hilda (2008) Serie
- Se dice amor .... María (1 episodio, 2006)
- Casados con hijos (1 episodio, 2006) Sitcom
- Contrafuego (2002) Serie
- Las amantes (2001) Serie
- Los iturralde (2000) Serie .... Marta
- La nocturna (1998) Serie
- Carola Casini (1997) Serie .... Sofía
- Alén, luz de luna .... Elena Gallardo (144 episodios 1996)
- Más allá del horizonte .... María Olazábal (1 episodio, 1994)
- Corazones de fuego (1992) Serie .... Virginia Maure
- La bonita pagina (1989) Serie
- Viva América (1982) Serie... Margaret Olsen
- Julián de madrugada (1982) Serie
- Yo soy del 30 (1981) Serie
- Mancinelli y familia (1980) Serie
- El calor de tu piel (1979) Serie
- Flor salvaje (1979) Serie
- Crónica de un gran amor (1976) Serie... Valeria
- La aventura de vivir (1975) Serie
- Mi amigo Andrés. (1973). Canal 13. Producción de Panamericana y Canal 13.
- Y perdónanos nuestras deudas.(1973). Canal 13. Producción de Panamericana y Canal 13.
- José María y María José: Una pareja de hoy (1973)
- Rolando Rivas, taxista (1972) Serie... Yolanda
- La historia de Celia Piran (1972) Serie
- Así en la tierra como en el cielo (1972) Serie
- Frente a la facultad (1971) Serie...Cristina
- Otra vez Drácula (1970) miniserie .... Lisa
- Soledad, un destino sin amor (1971) Serie
- La Rebelde de los Anchorena (1970) Serie... Paula
- Somos como somos. (1969). Canal 13
- Sainetes del tiempo guapo: Lo que le pasó a Reynoso. (1969)... Marìa del Rosario
- Estrellita, esa pobre campesina (1968) Serie .... Estrellita
- La chica del bastón (1968) Serie
- Extraños caminos del amor (1967) Serie .... Sofía Guerra
- Ella, la gata (1967) Serie .... Clyde Martínez
- Cuando el amor es joven: "Los que no esperan". (1966) Teresa
- Mis hijos y yo (1964) Serie
- Lento fuego de amor. (1962) Teatro Odol. Canal 9
- El último pecado (1962) (película)
- Arsenio Lupin (1961) miniserie
- Los trabajos de Marrone (1960) Serie